# Estatua del Ángel Rebelde

La estatua representa a Lucifer en el momento de su rebeldía.

La estatua del Ángel Rebelde es una escultura emplazada en uno de los jardines interiores del Capitolio Nacional, en La Habana, Cuba. Fundida en bronce, se encuentra sobre un pedestal de mármol frente al Salón Simón Bolívar en el ala norte, su tamaño es aproximadamente la media humana.
Se trata de una representación de Lucifer, líder de los ángeles que se rebelaron contra Dios antes de la creación del hombre y que fueron expulsados del cielo. Fue esculpida por el artista italiano Salvatore Buemi (1860-1916). Representa una alegoría a la independencia y la rebeldía.
También se le conoce como El Ángel Caído, aunque al observarla es notable que, lejos de representar el momento de la caída del ángel rebelde, nos muestra el instante del levantamiento de Lucifer contra Dios y le vemos con un puño en alto y con la otra mano pegada al pecho, en una postura altanera, reivindicando el trono celestial.
Buemi, en 1910, obsequió su obra a Orestes Ferrara, político cubano de origen italiano, que presidía entonces la Cámara de Representantes, en aquella época situada en la calle Oficios esquina a Churruca, en La Habana Vieja; donde después estuvo el Ministerio de Educación, que permaneció allí hasta después de 1959, y ahora se halla el Salón de la Ciudad.
La pieza se emplazaría en el Capitolio en 1931, dos años después de su inauguración. Fue donada por el propio Ferrara, que había ganado en la Guerra de Independencia las estrellas de Coronel,  y que en ese momento se desempeñaba como embajador cubano, durante la dictadura de Gerardo Machado, en Washington.